# Sidney J. Kaplan
Sidney Joseph Kaplan (16. Februar 1909–19. Juni 1962) war ein amerikanischer Jurist, der vor allem für seine Rolle als Ankläger in den Nürnberger Prozessen bekannt ist.

## Leben

### Frühes Leben und Ausbildung
Kaplan wurde in Minneapolis, Minnesota, als Sohn von Max Julius Kaplan, einem jüdischen Einwanderer aus Viduklė, Litauen, und dessen Ehefrau Hattie Wolfson Kaplan geboren. Er wuchs im Stadtteil Near North in Minneapolis auf, in dem damaligen Viertel Homewood. Ab 1940 zog die Familie dauerhaft in ihr Sommerhaus am Lake Minnetonka – eines von zwei identischen Häusern, die Max Kaplan und sein Geschäftspartner Benjamin Weisberg gemeinsam erbaut hatten. Die beiden waren Mitbegründer von Fairfax Produce, einem Unternehmen, das im gesamten Land Geflügel und Eier von Farmen in Minnesota verkaufte.
Kaplans Großvater, Abraham Kaplan, der 1891 nach Amerika auswanderte, war einer der Gründer der Kenesseth Israel Synagoge und diente bis zu seinem Tod im Jahr 1933 als erster Vorsitzender der Minneapolis Jewish Cemetery Association. Max Kaplan übernahm 1941 denselben Vorsitz.
Kaplan machte 1925 an der Minneapolis North High School seinen Abschluss und erwarb 1928 an der University of Minnesota einen A.B.-Abschluss cum laude. Er wurde in die akademische Ehrengesellschaft Phi Beta Kappa aufgenommen und war aktives Mitglied des Menorah Clubs, wo aktuelle Themen wie den Einfluss eines jüdischen Staates in Palästina auf die Diaspora diskutiert wurden. Anschließend folgte ein Jurastudium an der Harvard Law School, das er 1931 mit einem magna cum laude abschloss. Zudem wurde er Mitglied des Herausgebergremiums der Harvard Law Review und erhielt. 1929, als einer von vier Jurastudenten, für seine akademische Leistung den Sears Prize.
Gemeinsam mit seinem Kommilitonen, George Rosier, verfasste er eine Abschlussarbeit mit dem Titel „Operative Theory in Judicial Interpretations of the Diversity Jurisdiction“, unter dem Professor Felix Frankfurter, der später Richter am Obersten Gerichtshof der USA wurde.

### Juristische Laufbahn
Nach seinem Jurastudium trat Kaplan der New Yorker Kanzlei Rumsey & Morgan bei, die 1934 in Morgan & Lockwood umbenannt wurde. Nationale Aufmerksamkeit erlangte er 1935, als er Professor Lienhard Bergel von der Rutgers University vertrat, der wegen seines Widerstands gegen nationalsozialistische Propaganda entlassen worden war. Der Fall war eine der ersten juristischen Auseinandersetzungen mit faschistischer Ideologie auf amerikanischem Boden.
Kaplans juristische Laufbahn führte ihn bald in den Staatsdienst. In den frühen 1940er Jahren arbeitete er im US-Justizministerium als Leiter der Schadensabteilung und als Sonderassistent des US-Generalstaatsanwalts. Außerdem war er juristischer Berater im Senatsunterausschuss für Eisenbahnfinanzierung der Interstate Commerce Commission, wo er mit späteren Anklägern der Nürnberger Prozesse wie Telford Taylor und Max Lowenthal zusammenarbeitete. Die Kommission führte damals Senator Harry S. Truman.

### Zweiter Weltkrieg und Nürnberger Prozesse
Kaplans bedeutendster Beitrag erfolgte nach dem Zweiten Weltkrieg. 1945 wurde er als Mitglied des US-Anklageteams zu den Nürnberger Prozessen berufen. Als Lieutenant Commander (später Commander) der US-Küstenwache arbeitete Kaplan unter dem amerikanischen Chefankläger Robert H. Jackson. In London arbeitete er mit französischen, britischen, russischen und weiteren amerikanischen Anklägern an den Prozessrichtlinien sowie der Erstellung der Anklageschrift. Am 18. Oktober 1945 war er in Berlin bei der offiziellen Einreichung der Anklage und reiste anschließend nach Nürnberg zur Eröffnung des Prozesses.
Kaplan spielte eine zentrale Rolle bei der Organisation der Beweismittel und bei der Ausarbeitung der Anklagepunkte, die hochrangige Nazi-Funktionäre mit der aggressiven Kriegsplanung in Verbindung brachten. Zu seinen Kollegen in Nürnberg zählten unter anderem der Oberste Richter Robert H. Jackson, Telford Taylor, Benjamin Kaplan (nicht verwandt), Sidney Alderman und Thomas Dodd, der spätere Senator aus Connecticut. Kaplans Arbeit hatte großen Einfluss auf die Entwicklung des Völkerrechts nach dem Krieg, er war eine Schlüsselfigur bei der Vorbereitung der Prozessunterlagen und bekannt für seine akribische Arbeitsweise und seine Fähigkeit, die komplexe Beweis- und Verfahrensfragen zu koordinieren.

### Nachkriegszeit
Nach den Prozessen kehrte Kaplan nach Minneapolis zurück und gründete gemeinsam mit seinem Bruder Sheldon und Hyman Edelman die Kanzlei Kaplan, Edelman & Kaplan – zu einer Zeit, in der jüdische Anwälte in vielen Kanzleien der Stadt kaum eingestellt wurden. 1956 erweiterten sie die Kanzlei zu Maslon, Kaplan, Edelman, Joseph & Borman. Seit März 2025 ist die heute als Maslon LLP bekannte Kanzlei die neuntgrößte Anwaltskanzlei in Minnesota.
In den späten 1940er- und 1950er-Jahren entwickelte sich Kaplans Praxis besonders im Bereich der Unternehmens- und Prozessführung. Er war für seine strategische Prozessführung bekannt und galt als einer der fähigsten Anwälte vor Gericht. 1961 wurde er zum Gastprofessor für Rechtswissenschaften an der juristischen Fakultät der University of Minnesota berufen.

### Persönliches Leben
Kaplan war mit Leonore Yaeger aus Minneapolis verheiratet und verbrachte die Sommer zusammen mit seiner Familien in ihrem Haus am See in Tonka Bay, Minnesota. Er verstarb unerwartet am 19. Juni 1962 im Alter von 53 Jahren an einem Herzinfarkt, den er am See erlitt.

## Vermächtnis
Kaplans Vermächtnis als Jurist und Ankläger von Nürnberg lebt fort in seinen Beiträgen zur Entwicklung des internationalen Strafrechts und zur juristischen Aufarbeitung von Verbrechen gegen die Menschlichkeit. Ein zu seinem Gedenken eingerichteter Stipendienfonds an der University of Minnesota unterstützt bis heute Jurastudierende. Seine sorgfältige, prinzipientreue Herangehensweise machte ihn zu einer angesehenen Persönlichkeit in der Rechtswissenschaft und zu einer wichtigen historischen Referenzfigur im Kontext der Nürnberger Prozesse und der Entwicklung des Völkerrechts.